# Johann Medweczuk
Johann Medweczuk (* 20. April 1926) ist ein ehemaliger Fußballspieler.

## Sportlicher Werdegang
Der aus der Ukraine stammende Medweczuk spielte nach dem Aufstieg ab 1949 für den SSV Jahn Regensburg in der Oberliga Süd. Für den Klub lief er in 13 Erstligaspielen neben unter anderem Josef Hubeny, Michael Koller und Ludwig Schuller in der seinerzeit höchsten Spielklasse auf, verpasste aber mit der Mannschaft als Liganeuling den Klassenerhalt. Später schloss er sich dem FC Singen 04 an. Als Spieler des Oberligaaufsteigers TSG Ulm 1846 kehrte er im Sommer 1952 noch einmal kurzzeitig in den Erstligafußball zurück, für die „Spatzen“ bestritt er bis zum direkten Wiederabstieg als Tabellenletzter am Ende der Spielzeit 1952/53 vier weitere Oberligaspiele unter anderem an der Seite von Hans Eberle und Georg Lechner.
Später wechselte Medweczuk nach Kanada, wo er beim FC Toronto als Spielertrainer tätig war. Mit dem Klub trat er in der kanadischen Fußballmeisterschaft außerhalb des FIFA-Bereichs an.